# Astragalus vexilliflexus
Astragalus vexilliflexus är en ärtväxtart som beskrevs av Edmund Perry Sheldon. Astragalus vexilliflexus ingår i släktet vedlar, och familjen ärtväxter.

## Underarter
Arten delas in i följande underarter:
- A. v. nubilus
- A. v. vexilliflexus